# 奥田義人
奥田 義人（おくだ よしと / よしんど / ぎじん、1860年7月31日（万延元年6月14日）- 1917年（大正6年）8月21日）は、明治時代から大正時代にかけての日本の官僚・政治家・法学者。学位は、法学博士。従二位勲一等。男爵。号は秋軒。
衆議院議員（当選2回）、貴族院議員（勅選）、第1次山本内閣で文部大臣兼司法大臣を歴任したほか、晩年には請われて東京市長も務めている。また中央大学の創設者の一人で、第2代学長。

## 来歴
鳥取県邑美郡栗谷町（現在の鳥取市栗谷町）に生まれる。幼名は留三郎。父の奥田鉄蔵は禄高300石の鳥取藩士で、作事組頭、武術師範を務めた。
7歳のとき藩の儒者坂田順蔵の門弟となり、藩校・尚徳館に入学。四書五経の素読を教わり、大いに学力を身につけた。
鳥取変則中学校（現・鳥取県立鳥取西高等学校）に入ってからは優秀な成績をおさめ、幾度も級長を務めた。
名古屋英語学校、京都府中学校を経て明治10年（1877年）9月3日に上京する。不眠不休で勉強して大学予備門への入学を果たした。
明治13年（1880年）7月、東京大学法学部に入学。明治17年（1884年）7月、優秀な成績で東大を卒業した。
藩閥のうしろだてのない義人は、北垣国道の口添えで伊藤博文の知遇を得、官界入りした。義人の振り出しは太政官御用掛で、伊東巳代治らを補佐して憲法起草にあたったが、内閣制度発足とともに農商務省参事官となった。
以後、歴代内閣にあって特許局長、内閣官報局長、衆議院書記官長、拓殖務次官、農商務次官、法制局長官を歴任。
明治36年（1903年）3月、鳥取県鳥取区と神奈川県横浜区から無所属で第8回総選挙に立候補して当選し政界入りを果たし、神奈川県横浜区の当選を辞退して加藤高明が繰上補充となった。
明治37年（1904年）3月の解散後は鳥取県鳥取区から第9回総選挙に無名倶楽部公認で立候補して再選を果たす。明治41年（1908年）4月21日、宮中顧問官に任じられ、1913年2月21日まで在任。明治45年（1912年）5月27日、貴族院勅選議員に勅任された。
大正2年（1913年）第1次山本内閣が発足すると文部大臣を拝命、鳥取県出身者としては初の大臣となった。在任中、文部省官制を改正し、内務省宗教局が扱っていた宗教行政を新設の文部省宗教局に移管し 、皇道宣布運動を推進した。
その後、同内閣の松田正久法相の病気辞任により司法大臣を兼任したが、シーメンス事件のため大正3年（1914年）3月には内閣総辞職となった。野に下った奥田は中央大学学長に迎えられたが、翌年6月、東京市会の強い要請により東京市長に就任。
大正6年（1917年）8月21日、肝腫瘍のため病没。死去の一週間前8月14日に多年の功績により男爵を叙爵した。

## 親族
- 長男 奥田剛郎（検事、貴族院男爵議員）[11]

## 栄典
位階

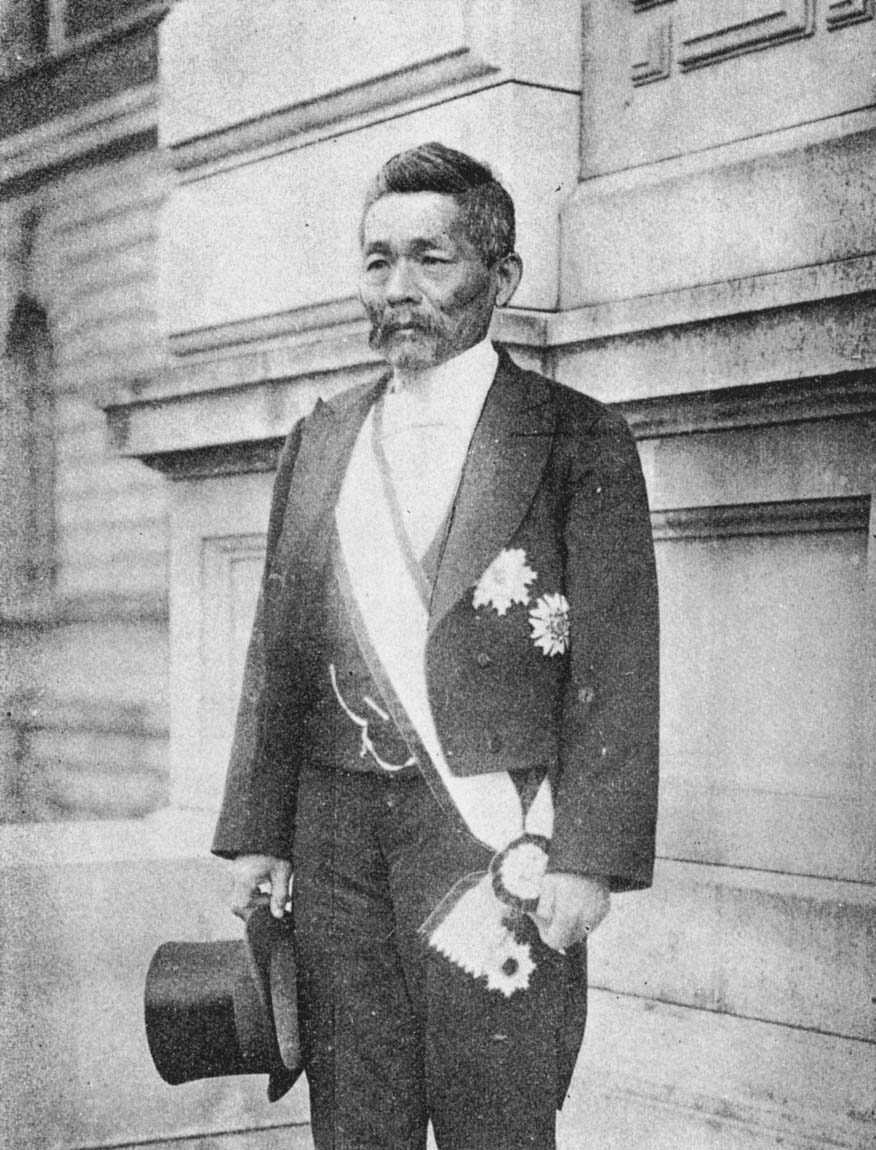
奥田義人

- 1886年（明治19年）7月8日 - 正七位[12]
- 1891年（明治24年）
  - 7月6日 - 正六位[13]
  - 12月11日 - 従五位[14]
- 1895年（明治28年）9月20日 - 正五位[15]
- 1908年（明治41年）8月31日 - 正四位[16]
- 1913年（大正2年）2月28日 - 従三位[17]
- 1914年（大正3年）4月20日 - 正三位[18]

勲章等
- 1900年（明治33年）6月30日 - 勲三等瑞宝章[19]
- 1903年（明治36年）5月21日 - 銀杯一組[20]
- 1914年（大正3年）4月13日 - 勲一等瑞宝章[21]
- 1915年（大正4年）11月10日 - 大礼記念章[22]、旭日大綬章[23]

## 著作
著書
- 『英米 私犯法論綱』 博聞社、1887年9月
  - 『英米 私犯法論綱』 信山社出版〈日本立法資料全集〉、2006年6月、ISBN 4797249684
- 『民法人事編』 東京法学院、1893年6月
  - 『民法人事編』 信山社出版〈日本立法資料全集〉、2003年1月、ISBN 4797247924
- 『民法 親族法論』 有斐閣書房、1898年10月
  - 『民法 親族法論〔明治31年〕』 信山社出版〈日本立法資料全集〉、2003年5月、ISBN 4797247975
- 『民法 相続法論』 有斐閣書房、1898年11月
  - 『民法 相続法論〔明治31年〕』 信山社出版〈日本立法資料全集〉、2003年5月、ISBN 4797247983
- 『法学通論』 東京法学院大学、1905年1月
  - 『法学通論』 信山社出版〈日本立法資料全集〉、2012年11月、ISBN 9784797264395
- 『熊沢蕃山』 博文館〈偉人伝叢書〉、1915年2月
- 『清貧論』 実業之日本社、1916年3月
- 『学生論』 実業之日本社、1916年11月
- 『東京法学院講義録 物権法 第一部』 信山社出版〈日本立法資料全集〉、2012年4月、ISBN 9784797264203
- 『東京法学院講義録 物権法 第二部』 信山社出版〈日本立法資料全集〉、2012年4月、ISBN 9784797264210
- 『東京法学院講義録 対人担保法』 信山社出版〈日本立法資料全集〉、2012年5月、ISBN 9784797264227

訳書
- 『英国改定倒産条例』3冊、制度取調局、1885年5月

## 関連文献
- 穂積陳重 「故法学博士男爵奥田義人先生ヲ悼ム」（『法学協会雑誌』第35巻第9号、1917年9月）
- 穂積陳重、富井政章、花井卓蔵、土方寧、小野瀬不二人 「故奥田博士追悼録」（『法学新報』第27巻第9号、法学新報社、1917年10月 ／ 第27巻第10号、1917年11月 ／ 第27巻第11号、1917年12月）
  - 『穂積陳重遺文集 第四冊』 穂積奨学財団、1934年9月 - 穂積の追悼文を収録。
  - 中央大学史料委員会専門委員会編 『中央大学史資料集 第21集』 中央大学入学センター事務部大学史編纂課、2009年3月
- 「奥田学長薨去」「故奥田学長追悼式並演説会」（前掲 『法学新報』第27巻第9号、1917年10月 / 第27巻第11号、1917年12月）
  - 前掲 『中央大学史資料集 第21集』
- 「故奥田義人男」（『太陽』第23巻第13号、博文館、1917年11月）
- 「故法学博士 奥田義人」（井関九郎監修 『大日本博士録 第壱巻 法学博士及薬学博士之部』 発展社、1921年1月）
- 岡田朋治著 『嗚呼奥田博士』 因伯社、1922年2月
- 沼正也 「奥田義人博士とその身分法観」（升本喜兵衛編 『中央大学七十周年記念論文集 第一』 中央大学、1955年11月）
  - 沼正也著 『沼正也著作集 4 民法における最善性と次善性』 三和書房、1963年9月
- 沼正也「奥田義人博士とその「法学通論」改訂版の草稿」『法学新報』第62巻第10号、中央大学法学会、1955年10月、823-832頁、ISSN 00096296、NAID 40003469293。
  - 沼正也著 『沼正也著作集 5 法学へのささやかな接近』 三和書房、1964年10月
- 季武嘉也 「奥田義人」（伊藤隆、季武嘉也編 『近現代日本人物史料情報辞典 3』 吉川弘文館、2007年、ISBN 9784642014472）
- 七戸克彦「現行民法典を創った人びと(14)査定委員7・8 : 岡村輝彦・奥田義人、外伝9・10 : 五大法律学校（その2）中央大学・末弘巌石のことども」『法学セミナー』第55巻第6号、日本評論社、2010年6月、56-59頁、ISSN 04393295、NAID 120002646783。